# Russell Hoban
Russell Conwell Hoban (Lansdale, 4 febbraio 1925 – Londra, 13 dicembre 2011) è stato uno scrittore statunitense, vincitore del Premio John Wood Campbell Memorial nel 1982 per Riddley Walker. Le use opere spaziano in molti generi, tra i quali fantascienza, fantasy, realismo magico, poesia e letteratura per ragazzi.

## Biografia
Russell Conwell Hoban nasce il 4 febbraio 1925 a Lansdale, in Pennsylvania, da genitori ebrei immigrati negli Stati Uniti da Ostroh (Ucraina). Dopo gli studi a Filadelfia, si arruola nell'esercito e presta servizio in Italia durante la Seconda Guerra Mondiale ricevendo una stella di bronzo. Dopo gli inizi come illustratore, autore di testi pubblicitari e insegnante di disegno alla School of Visual Arts di New York, inizia a scrivere libri per bambini raggiungendo la popolarità nel 1960 con la serie di Frances. Autore molto prolifico e versatile, viene principalmente accostato alla narrativa per l'infanzia e a quella fantasy, pur avendo spaziato tra generi molto diversi tra loro: dalla science-fiction dell'acclamato Riddley Walker (1980) al romanzo storico de Il pellegrino (1983). Nel 1985 il suo libro Diario della tartaruga ha fornito il soggetto per il film di John Irvin Tartaruga ti amerò. Molte delle sue opere (come Riddley Walker, Kleinzeit e Il topo e suo figlio)  sono inoltre state adattate e trasposte in teatro.

## Opere

### Romanzi
- La ricerca del leone (The Lion of Boaz-Jachin and Jachin-Boaz) (1973), prima edizione italiana Milano, Adelphi, 1976
- Kleinzeit (1974)
- Diario della tartaruga (Turtle Diary) (1975), Milano, Bompiani, 1982
- Riddley Walker (1980)[2]
- Il pellegrino (Pilgermann) (1983), Milano, Feltrinelli, 1988
- The Medusa Frequency (1987)
- Fremder (1996)
- Mr. Rinyo-Clacton's Offer (1998)
- Il sito di Angelica (Angelica's Grotto) (1999), Parma, Guanda, 2001
- Amaryllis Night and Day (2001)
- The Bat Tattoo (2002)
- Si chiamava Lola (Her Name Was Lola) (2003), Roma, Nottetempo, 2007
- Come Dance with Me (2005)
- Linger Awhile (2006)
- My Tango with Barbara Strozzi (2007)
- Angelica Lost and Found (2010)

### Narrativa per l'infanzia e young-adult
- "Frances the Badger" serie: Bedtime for Frances, A Baby Sister for Frances, Bread and Jam for Frances, A Birthday for Frances, Best Friends for Frances, A Bargain for Frances (1948–1970)
- Il topo e suo figlio (The Mouse and His Child) (1968), Milano, Adelphi, 1981
- Emmet Otter's Jug-Band Christmas (1971)
- The Sea-thing Child (1972)
- Egg Thoughts and Other Frances Songs (1972)
- The Little Brute Family (1973)
- Dieci che cosa? : un misterioso libro per imparare a contare  (Ten What?: A Mystery Counting Book) (1974), Milano, Emme, 1974 ill. di Sylvie Selig
- How Tom Beat Captain Najork and his Hired Sportsmen (1974)
- A Near Thing for Captain Najork (1975)
- The Sorely Trying Day (1978), ill. di Lillian Hoban
- Al ristorante Ai venti elefanti (The Twenty Elephant Restaurant) (1978), Trieste, E. Elle, 1983 ill. di Quentin Blake
- La Corona e il ranocchietto di latta (La Corona and the Tin Frog) (1979), Milano, Emme, 1979 ill. di Nicola Bayley
- Dinner at Alberta's (1979), ill. di James Marshall
- Flat Cat (1980), ill. di Clive Scruton
- Ace Dragon Ltd. (1980), ill. di Quentin Blake
- Arthur's New Power (1980), ill. di Bryon Barton
- Serpent Tower (1981), ill. di David Scott
- The Mole Family's Christmas (1981), ill. di Lillian Hoban
- The Great Fruit Gum Robbery (1981), ill. di Colin McNaughton
- They Came from Aargh! (1981), ill. di Colin McNaughton
- The Flight of Bembel Rudzuk (1982), ill. di Colin McNaughton
- The Battle of Zormla (1982), ill. di Colin McNaughton
- Jim Frog (1983), ill. di Martin Baynton
- Big John Turkle (1983), ill. di Martin Baynton
- Lavinia Bat (1984), ill. di Martin Baynton
- Charlie Meadows (1984), ill. di Martin Baynton
- Harvey's Hideout (1984), ill. di Lillian Hoban
- The Marzipan Pig (1986)
- Rain Door (1987)
- Gimmi e il rivoltante Blob (Jim Hedgehog's supernatural christmas) (1989), Milano, Mondadori, 1993
- Mostri (Monsters) (1989), Milano, Mondadori, 1990 ill. di Quentin Blake
- Gimmi e la torre solitaria (Jim Hedgehog and the Lonesome Tower) (1990), Milano, Mondadori, 1995 ill. di John Rogan
- The Stone Doll of Sister Brute (1992)
- Ciak, si gira (Monster film) (1995), Milano, Mondadori, 2000 ill. di Toni Goffe
- La via di Truccasia (The Trokeville Way) (1996), Milano, Mondadori, 1998 ill. di Raffaella Ligi
- The Last of the Wallendas (1997)
- Grosso guaio a Monte Tuono (Trouble on Thunder Mountain) (2000), Milano, Fabbri, 2003 ill. di Quentin Blake
- Jim's Lion (2001), ill. di Ian Andrew
- Soonchild (2012)
- Il cavallo magico (Rosie's Magic Horse) (2013), Milano, Nord-Sud, 2013 ill. di Quentin Blake